# Koruna svatého Eduarda

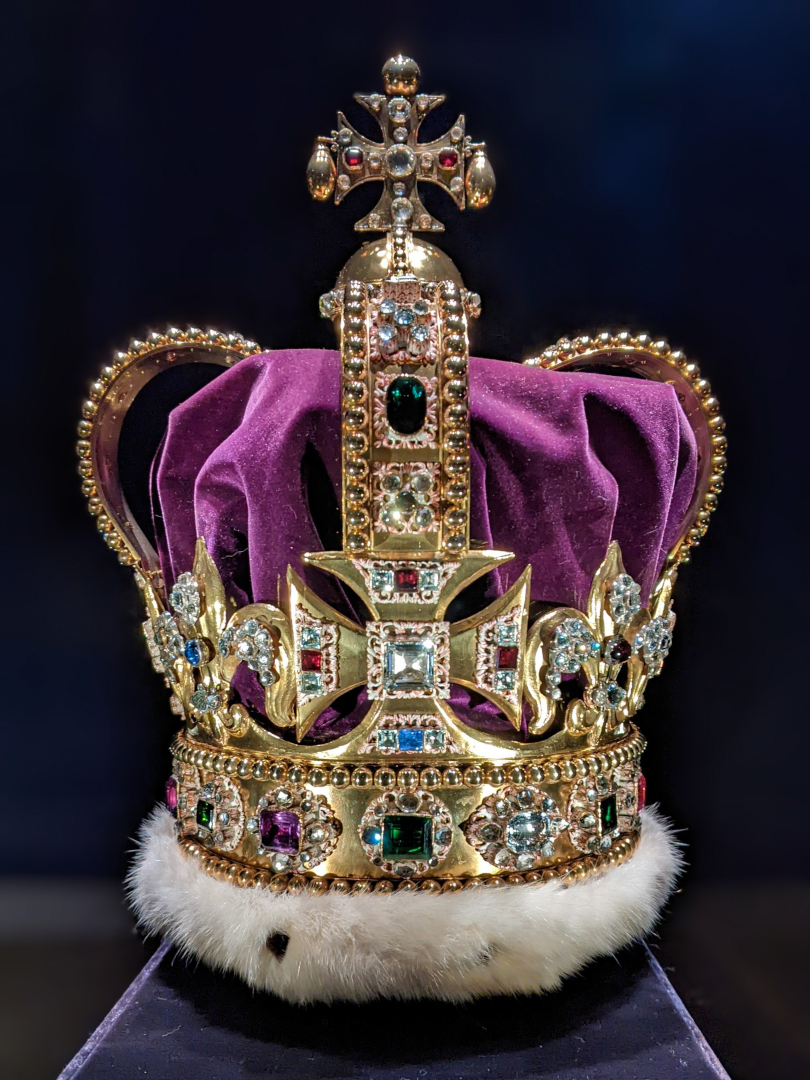
Koruna svatého Eduarda

Koruna svatého Eduarda (anglicky St Edward's Crown) je koruna, kterou jsou korunováni angličtí resp. britští králové a tedy králové zemí Commonwealth realm. Jde o součást anglických resp. britských korunovačních klenotů.

## Historie
Současná koruna je jen přibližnou kopií vyrobenou roku 1661 podle pravé koruny sv. Eduarda, kterou nechal roztavit Oliver Cromwell. Na počátku 20. století byly falešné kameny nahrazeny drahokamy. Korunou je tradičně korunován britský panovník. Koruna je vyrobena ze zlata, zdobí ji 275 drahokamů (diamanty, safíry, rubíny, smaragdy a perly) a váží 2,23 kg. Aby se zabránilo situaci podobné té při korunovaci krále Jiřího VI., kdy arcibiskup z Canterbury nasadil korunu obráceně, nechala na ni Alžběta II. přidat dvě stříbrné hvězdy, které označují čelní stranu koruny.
Královna Viktorie a král Eduard VII. nebyli korunováni touto korunou, ale menší a lehčí imperiální korunou.

## Heraldika a vexilologie

Heraldické vyobrazení koruny sv Ediarda

Oficiálně se zobrazení svatoeduardské koruny v britské heraldice a vexilologii užívalo za vlády Alžběty II. (1952–2022). Před tím byla od roku 1901 a následně je po korunovaci Karla III. užívána opět Tudorovská koruna. 
Svatoeduardská koruna byla zobrazena na mnoha oficiálních emblémech či vlajkách Spojeného království, Britského impéria nebo Commonwealthu.

### Příklady použití

Královský monogram Alžběty II., se svatoeduardskou korunou
Vlajka australského generálního guvernéra (1953–2024) Poměr stran: 1:2

Pro porovnání stejné symboly s Tudorovskou korunou za Karla III.:

Královský monogram Karla III., s Tudorovskou korunou
Vlajka australského generálního guvernéra (1936–1953 a od roku 2024) Poměr stran: 1:2